# Liste der Monuments historiques in Rouffach
Die Liste der Monument historique in Rouffach verzeichnet alle Monuments historiques in der elsässischen Stadt Rouffach.

## Liste der Objekte
| Bezeichnung                                                 | Beschreibung | Standort                                        | Kennzeichnung | Schutzstatus | Datum | Bild           |
| ----------------------------------------------------------- | --- | ----------------------------------------------- | ------------- | ------------ | ----- | -------------- |
| Glockenschlägerfiguren                                      | aus der Kirche Notre-Dame de l’Assomption; Holz, Schmiedeeisen, Bronze, um 1500                                                                       | im Musée du Bailliage (Lage)                    | PM68000774    | Classé       | 2000  |                |
| Zwei Köpfe von Glockenschlägerfiguren                       | Holz, um 1500 | im Musée du Bailliage (Lage)                    | PM68000784    | Classé       | 2000  |                |
| Skulptur Madonna mit Kind                                   | Holz, farbig gefasst und vergoldet, Anfang des 16. Jahrhunderts                                                                                       | in der Kirche Notre-Dame de l’Assomption (Lage) | PM68000782    | Classé       | 2000  | weitere Bilder |
| Skulptur Heiliger Sebastian                                 | Holz, farbig gefasst und vergoldet, erste Hälfte des 17. Jahrhunderts                                                                                 | im katholischen Pfarrhaus (Lage)                | PM68000794    | Classé       | 2000  |                |
| Kelch                                                       | Silber, vergoldet, 18. Jahrhundert | in der Kirche Notre-Dame de l’Assomption (Lage) | PM68000816    | Classé       | 2001  |                |
| Orgel                                                       | Ensemble aus PM68000934 und PM68000935 | in der Kirche Notre-Dame de l’Assomption (Lage) | PM68000933    | Classé       | 2003  | weitere Bilder |
| Orgelprospekt                                               | 1855 von Claude-Ignace Callinet gebaut | in der Kirche Notre-Dame de l’Assomption (Lage) | PM68000934    | Classé       | 2003  | weitere Bilder |
| Instrumentalteil der Orgel                                  | 1758 von François Louis Dubois gebaut, 1855 von Claude-Ignace Callinet überarbeitet; mit neun Registern der von Thomas Schott gebauten Orgel von 1626 | in der Kirche Notre-Dame de l’Assomption (Lage) | PM68000935    | Classé       | 2003  | weitere Bilder |
| Chorgestühl                                                 | Holz, vermutlich aus dem 19. Jahrhundert | in der Kirche Notre-Dame de l’Assomption (Lage) | PM68001331    | Inscrit      | 1999  | weitere Bilder |
| Skulptur Maria Immaculata                                   | Prozessionsfigur; Holz, farbig gefasst und vergoldet, Ende des 18. Jahrhunderts                                                                       | in der Kirche Notre-Dame de l’Assomption (Lage) | PM68001333    | Inscrit      | 1999  |                |
| Skulptur Heiliger Stanislas Kostka (?)                      | Holz, farbig gefasst, vermutlich aus der ersten Hälfte des 18. Jahrhunderts                                                                           | im katholischen Pfarrhaus (Lage)                | PM68001338    | Inscrit      | 1999  |                |
| Skulptur Heiliger Jesuit                                    | Holz, farbig gefasst, vermutlich aus der ersten Hälfte des 18. Jahrhunderts                                                                           | im katholischen Pfarrhaus (Lage)                | PM68001339    | Inscrit      | 1999  |                |
| Schrank                                                     | Nussbaumholz, 1793 | im Maison Saint-Jacques (Lage)                  | PM68001309    | Inscrit      | 1996  |                |
| Kruzifix                                                    | Holz, farbig gefasst und vergoldet, 18. Jahrhundert                                                                                                   | in der Kirche Notre-Dame de l’Assomption (Lage) | PM68001334    | Inscrit      | 1999  |                |
| Skulptur Petrus                                             | Holz, farbig gefasst, um 1700 | im Musée du Bailliage (Lage)                    | PM68001342    | Inscrit      | 1999  |                |
| Seitenaltar                                                 | linker Seitenaltar; Retabel und Gemälde; Holz, farbig gefasst, und Ölfarbe auf Leinwand, 18. Jahrhundert                                              | in der Kirche Ste-Catherine (Lage)              | PM68000555    | Classé       | 1991  |                |
| Skulpturengruppe Beweinung Christi                          | Holz, farbig gefasst, Anfang des 16. Jahrhunderts; im Unterlinden-Museum ausgestellt                                                                  | in der Kirche Notre-Dame de l’Assomption (Lage) | PM68000327    | Classé       | 1968  |                |
| Jerusalemkreuz                                              | Prozessionskreuz; Ebenholz, Perlmutt, 1762 | im Musée du Bailliage (Lage)                    | PM68000328    | Classé       | 1969  |                |
| Taufbecken                                                  | mit Deckel und Aufhängung; Sandstein, Schmiedeeisen und Kupfer, 16. und 19. Jahrhundert                                                               | in der Kirche Notre-Dame de l’Assomption (Lage) | PM68000781    | Classé       | 2000  |                |
| Kanzel                                                      | Holz, farbig gefasst und vergoldet, 18. Jahrhundert                                                                                                   | in der Kirche Ste-Catherine (Lage)              | PM68000787    | Classé       | 2000  |                |
| Kachelofen                                                  | Fayence, um 1780 | im katholischen Pfarrhaus (Lage)                | PM68000793    | Classé       | 2000  |                |
| Skulptur Heiliger Jesuit                                    | Holz, farbig gefasst und vergoldet, erste Hälfte des 18. Jahrhunderts                                                                                 | im Musée du Bailliage (Lage)                    | PM68001343    | Inscrit      | 1999  |                |
| Skulptur Heiliger Franziskus von Assisi                     | Holz, farbig gefasst und vergoldet, zweite Hälfte des 18. Jahrhunderts                                                                                | im Musée du Bailliage (Lage)                    | PM68001347    | Inscrit      | 1999  |                |
| Hauptaltar                                                  | Altartisch, Retabel und Gemälde; Holz, farbig gefasst, und Ölfarbe auf Leinwand, 1710; das Gemälde von Johann Benedikt Reißmüller                     | in der Kirche Ste-Catherine (Lage)              | PM68000554    | Classé       | 1991  |                |
| Sonnenuhr                                                   | Farbe auf Putz, falsch bezeichnet 1617, wohl aus dem 17. Jahrhundert                                                                                  | außen am Kloster Rouffach (Lage)                | PM68000329    | Classé       | 1921  | weitere Bilder |
| Skulptur Madonna mit Kind                                   | Holz, farbig gefasst und vergoldet, Ende des 15. Jahrhunderts                                                                                         | im Musée du Bailliage (Lage)                    | PM68000780    | Classé       | 2000  |                |
| Liegefigur des heiligen Franz Xaver                         | Holz, farbig gefasst und vergoldet, zweites Viertel des 18. Jahrhunderts                                                                              | im katholischen Pfarrhaus (Lage)                | PM68000796    | Classé       | 2000  |                |
| Kelch                                                       | Silber, vergoldet, 1716 | in der Kirche Notre-Dame de l’Assomption (Lage) | PM68000815    | Classé       | 2001  |                |
| Kelch und Patene                                            | Silber, vergoldet, 1784 | in der Kirche Notre-Dame de l’Assomption (Lage) | PM68000818    | Classé       | 2001  |                |
| Monstranz                                                   | Silber, vergoldet, Email, Ende des 19. Jahrhunderts                                                                                                   | in der Kirche Notre-Dame de l’Assomption (Lage) | PM68000819    | Classé       | 2001  |                |
| Skulptur Madonna mit Kind                                   | Sandstein, Anfang des 14. Jahrhunderts | im Musée du Bailliage (Lage)                    | PM68000865    | Classé       | 2003  |                |
| Kachelofen                                                  | Fayence, zweites Viertel des 18. Jahrhunderts | im Haus 11 rue Raymond Poincaré (Lage)          | PM68000851    | Classé       | 2003  |                |
| Gemälde Heiliger Valentin                                   | Ölfarbe auf Leinwand, vergoldeter Holzrahmen, Anfang des 18. Jahrhunderts                                                                             | in der Kirche Notre-Dame de l’Assomption (Lage) | PM68001335    | Inscrit      | 1999  |                |
| Dreizehn Prozessionsstäbe                                   | Metall und Holz, bemalt, vermutlich aus dem 19. Jahrhundert                                                                                           | im katholischen Pfarrhaus (Lage)                | PM68001340    | Inscrit      | 1999  |                |
| Zwei Skulpturen von heiligen Jesuiten                       | Holz, farbig gefasst und vergoldet, erste Hälfte des 18. Jahrhunderts                                                                                 | im Musée du Bailliage (Lage)                    | PM68001345    | Inscrit      | 1999  |                |
| Skulptur Heiliger Johann Nepomuk                            | Holz, farbig gefasst, zweite Hälfte des 18. Jahrhunderts                                                                                              | im Musée du Bailliage (Lage)                    | PM68001346    | Inscrit      | 1999  |                |
| Skulptur Jesus betet am Ölberg                              | Holz, farbig gefasst, um 1800 | im Musée du Bailliage (Lage)                    | PM68001348    | Inscrit      | 1999  |                |
| Turmuhr                                                     | mit Uhrwerk und Gehäuse; Stahl, Messing, Schmiedeeisen und Holz, 1859 von Urbain Adam gebaut                                                          | in der Kirche Notre-Dame de l’Assomption (Lage) | PM68001575    | Inscrit      | 2001  |                |
| Büste von Maréchal François Joseph Lefebvre                 | mit Sockel; Marmor und Sandstein, 1835 von Pierre Jean David d’Angers                                                                                 | im Musée du Bailliage (Lage)                    | PM68000783    | Classé       | 2000  |                |
| Pietà                                                       | Holz, farbig gefasst, erste Hälfte des 15. Jahrhunderts                                                                                               | im Musée du Bailliage (Lage)                    | PM68000785    | Classé       | 2000  |                |
| Skulptur Heiliger Blasius                                   | Holz, farbig gefasst und vergoldet, 16. Jahrhundert                                                                                                   | im Musée du Bailliage (Lage)                    | PM68000791    | Classé       | 2000  |                |
| Skulptur Madonna mit Kind                                   | Holz, farbig gefasst und vergoldet, um 1720 | im katholischen Pfarrhaus (Lage)                | PM68000795    | Classé       | 2000  |                |
| Skulptur Madonna mit Kind                                   | Sandstein, farbig gefasst und vergoldet, um 1300 | im Musée du Bailliage (Lage)                    | PM68000773    | Classé       | 2000  |                |
| Grabstein für Werner Falke                                  | Sandstein, um 1340 | in der Kirche Notre-Dame de l’Assomption (Lage) | PM68000786    | Classé       | 2000  |                |
| Kelch und Patene                                            | Silber, vergoldet, 1777 | in der Kirche Notre-Dame de l’Assomption (Lage) | PM68000817    | Classé       | 2001  |                |
| Seitenaltar                                                 | rechter Seitenaltar; Retabel und Gemälde; Holz, farbig gefasst, und Ölfarbe auf Leinwand, 18. Jahrhundert                                             | in der Kirche Ste-Catherine (Lage)              | PM68000556    | Classé       | 1991  |                |
| Schrankkommode                                              | Nussbaumholz, 1830 | im Maison Saint-Jacques (Lage)                  | PM68001307    | Inscrit      | 1996  |                |
| Kommode                                                     | Kirschbaumholz, um 1800 | im Maison Saint-Jacques (Lage)                  | PM68001308    | Inscrit      | 1996  |                |
| Gemälde Porträt des Maréchal François-Joseph Lefebvre       | Ölfarbe auf Leinwand, erstes Viertel des 19. Jahrhunderts                                                                                             | im Hôtel de Ville (Lage)                        | PM68001330    | Inscrit      | 1999  |                |
| Reliquienbüste des heiligen Valentin                        | Holz, farbig gefasst und vergoldet, Knochen, spätes 18. Jahrhundert                                                                                   | in der Kirche Notre-Dame de l’Assomption (Lage) | PM68001332    | Inscrit      | 1999  |                |
| Skulptur Heilige Margarethe                                 | Holz, farbig gefasst und vergoldet, um 1800 | im katholischen Pfarrhaus (Lage)                | PM68001336    | Inscrit      | 1999  |                |
| Skulpturengruppe Der heilige Georg besiegt den Drachen      | Holz, farbig gefasst und vergoldet, um 1800 | im katholischen Pfarrhaus (Lage)                | PM68001337    | Inscrit      | 1999  |                |
| Gemälde Der heilige Arbogast ruft Siegbert ins Leben zurück | Ölfarbe auf Leinwand, 19. Jahrhundert | im katholischen Pfarrhaus (Lage)                | PM68001341    | Inscrit      | 1999  |                |
| Skulptur Heiliger Jesuit                                    | Holz, farbig gefasst, erste Hälfte des 18. Jahrhunderts                                                                                               | im Musée du Bailliage (Lage)                    | PM68001344    | Inscrit      | 1999  |                |